# Narcissus obsoletus
Narcissus obsoletus är en amaryllisväxtart som först beskrevs av Adrian Hardy Haworth, och fick sitt nu gällande namn av Édouard Spach. Narcissus obsoletus ingår i släktet narcisser, och familjen amaryllisväxter. Inga underarter finns listade i Catalogue of Life.